# ریوجی ایشینو
ریوجی ایشینو (ژاپنی: 石野 竜二؛ زادهٔ ۳ ژوئن ۱۹۷۸) یک بازیکن فوتبال اهل ژاپن است.
از باشگاه‌هایی که در آن بازی کرده‌است می‌توان به باشگاه فوتبال جوبیلو ایواتا اشاره کرد.